# Rue Saint-Ferdinand
La rue Saint-Ferdinand est une voie du 17e arrondissement de Paris, en France. Elle est l'axe central du village Saint-Ferdinand situé au cœur du quartier des Ternes.

## Situation et accès
La rue Saint-Ferdinand est une voie publique située dans le 17e arrondissement de Paris. Elle débute au 5, place Tristan-Bernard et se termine au 64, avenue de la Grande-Armée. Elle traverse la place Saint-Ferdinand, véritable petite place de village sur laquelle se trouve une statue de Léon Serpollet.

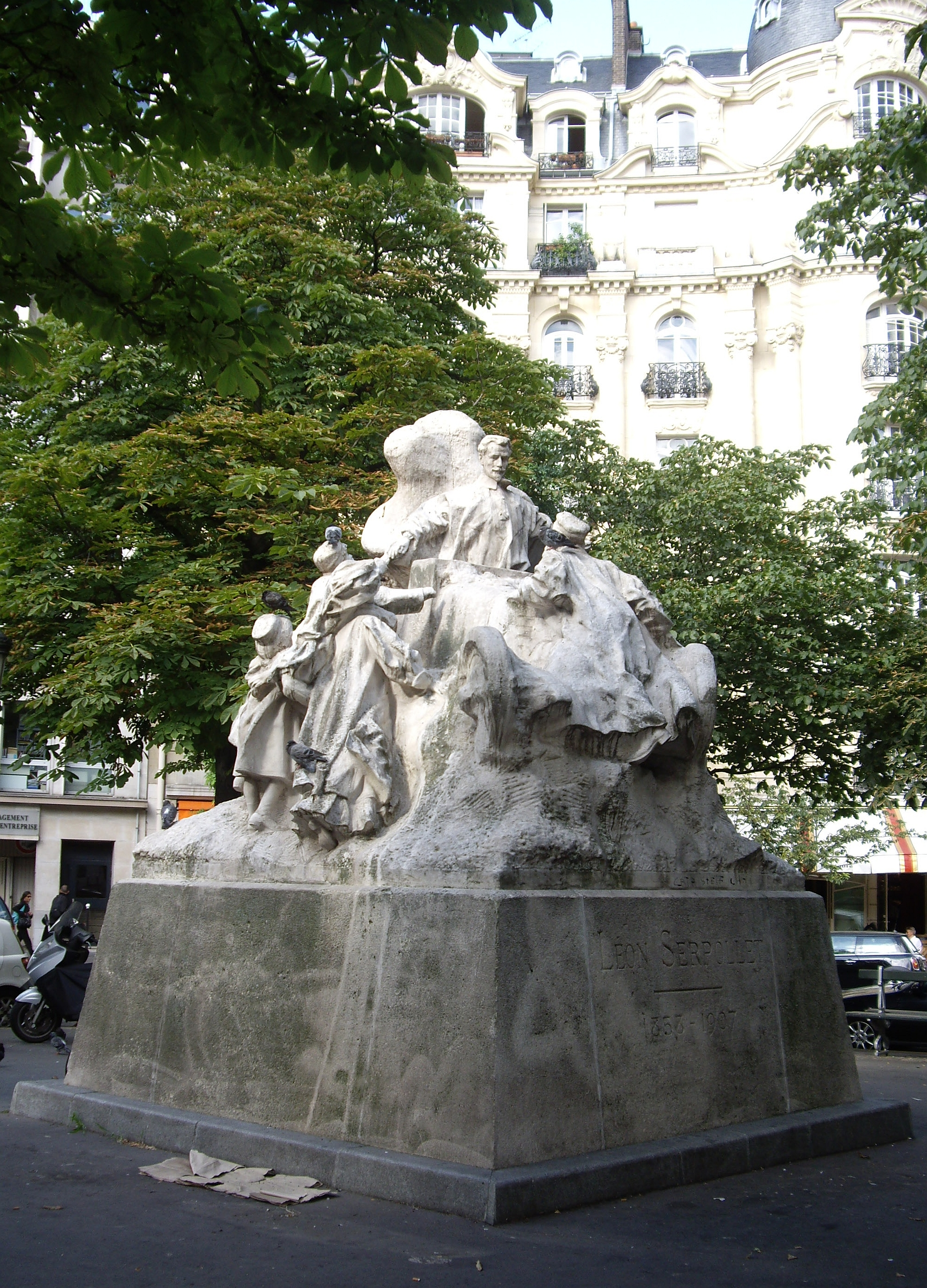
Statue de Léon Serpollet, place Saint-Ferdinand.

## Origine du nom
La rue Saint-Ferdinand doit son nom à la proximité de l'église Saint-Ferdinand-des-Ternes. 

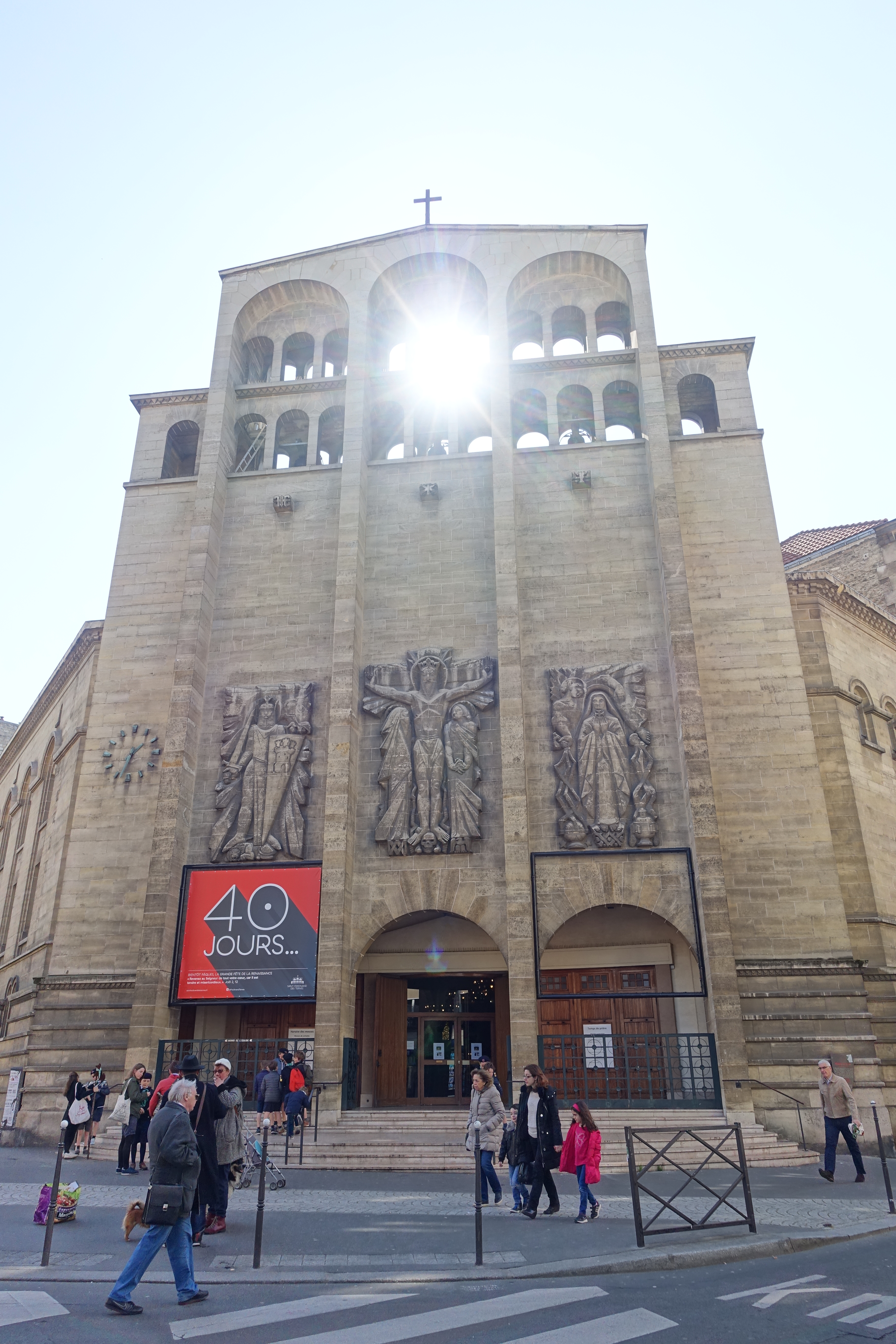
Église Saint-Ferdinand-des-Ternes.

## Historique

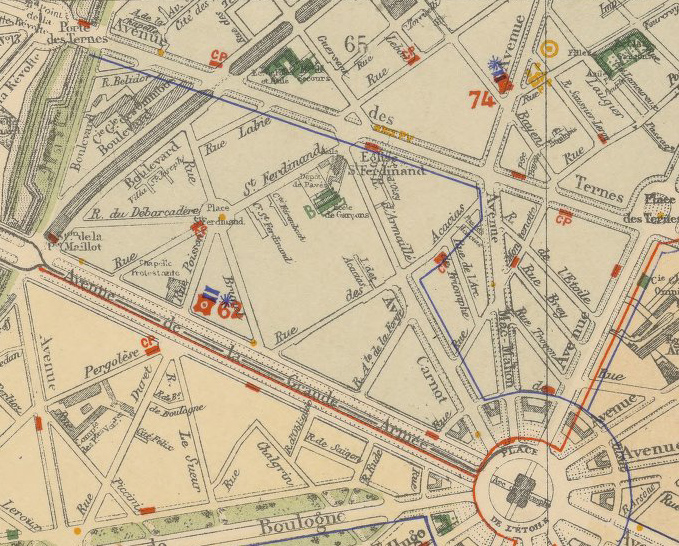
Plan de Ferdinanville vers 1900.

Elle part en fait du parvis de cette église, même si la partie qui était comprise entre l'avenue des Ternes et la rue d'Armaillé a été englobée dans la place Tristan-Bernard en 1953.
Le lieu où fut établie cette rue était quasi désert jusqu'au début du XIXe siècle et s'appelait, du nom de la grande réserve des chasses royales du Roi, le « Grand Éperon ».  
La rue Saint-Ferdinand fut créée vers la fin de la monarchie de Juillet, en 1847, comme axe principal d'un nouveau quartier dénommé Ferdinanville, qui fut fondé par des promoteurs, peu après la mise en service de la nouvelle église des Ternes.
La rue Saint-Ferdinand traverse l'ensemble du quartier en partant du parvis de l'église Saint-Ferdinand-des-Ternes puis passant en son milieu par la place Saint-Ferdinand (anciennement rond-point de « Ferdinanville »), elle rejoint l'avenue de la Grande-Armée à faible distance de la porte Maillot.
Comme pour les autres rues de ce quartier de prestige, les constructions furent difficiles à démarrer, les lots ayant du mal à trouver preneurs.
L'abbé Bellanger, historien des Ternes, écrit en 1849 : « La rue Saint-Ferdinand toute récente, commence à la place de l'Église, et se dirige à travers les terrains inoccupés de Ferdinanville, vers l'avenue de la Porte-Maillot, qu'elle réunit directement avec le quartier important de l'Église. L'ouverture de cette voie était impatiemment attendue : M. Audoyer a le mérite d'avoir rendu ce service au pays. »
Les quelques architectes qui commencèrent les constructions d'immeubles ont gravé leurs noms sur les façades, certainement pour se faire de la publicité (au no 12 : Convert en 1847, au no 14 : Avrange en 1853)[réf. nécessaire].
L'opération initiale fut un fiasco et ne connaîtra le succès que bien des années plus tard.
Juste à côté de la Cité Férembach, au 25, rue Saint-Ferdinand, on trouve 15 ans après le début du lotissement, « un élégant hôtel Napoléon III édifié en 1863 par Charles Blanc. Sur rue, la façade, très équilibrée, est ornée de guirlandes et de mascarons, dus au ciseau de Maader. L'arrière-cour, malheureusement inaccessible, est dotée d'écuries très pittoresques. Cette maison fut la propriété du marchand de bois et charbons Valtat, dont les entrepôts étaient situés juste à côté, au no 27-29 ». Leur quai de débarquement était en bord de Seine, près du pont Alexandre-III comme on peut le voir sur leur carte postale publicitaire.
Pierre Drieu la Rochelle s'est suicidé au no 23 en 1945. Il y était caché par sa première femme, Colette Jéramec.

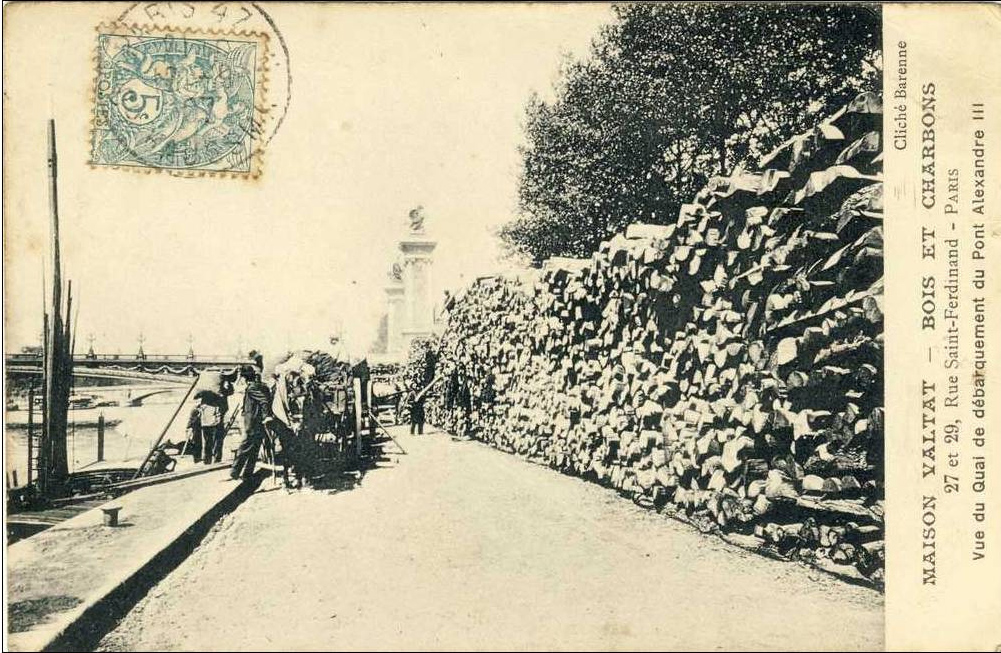
Maison Valtat,
déchargement de bois au pont Alexandre-III.

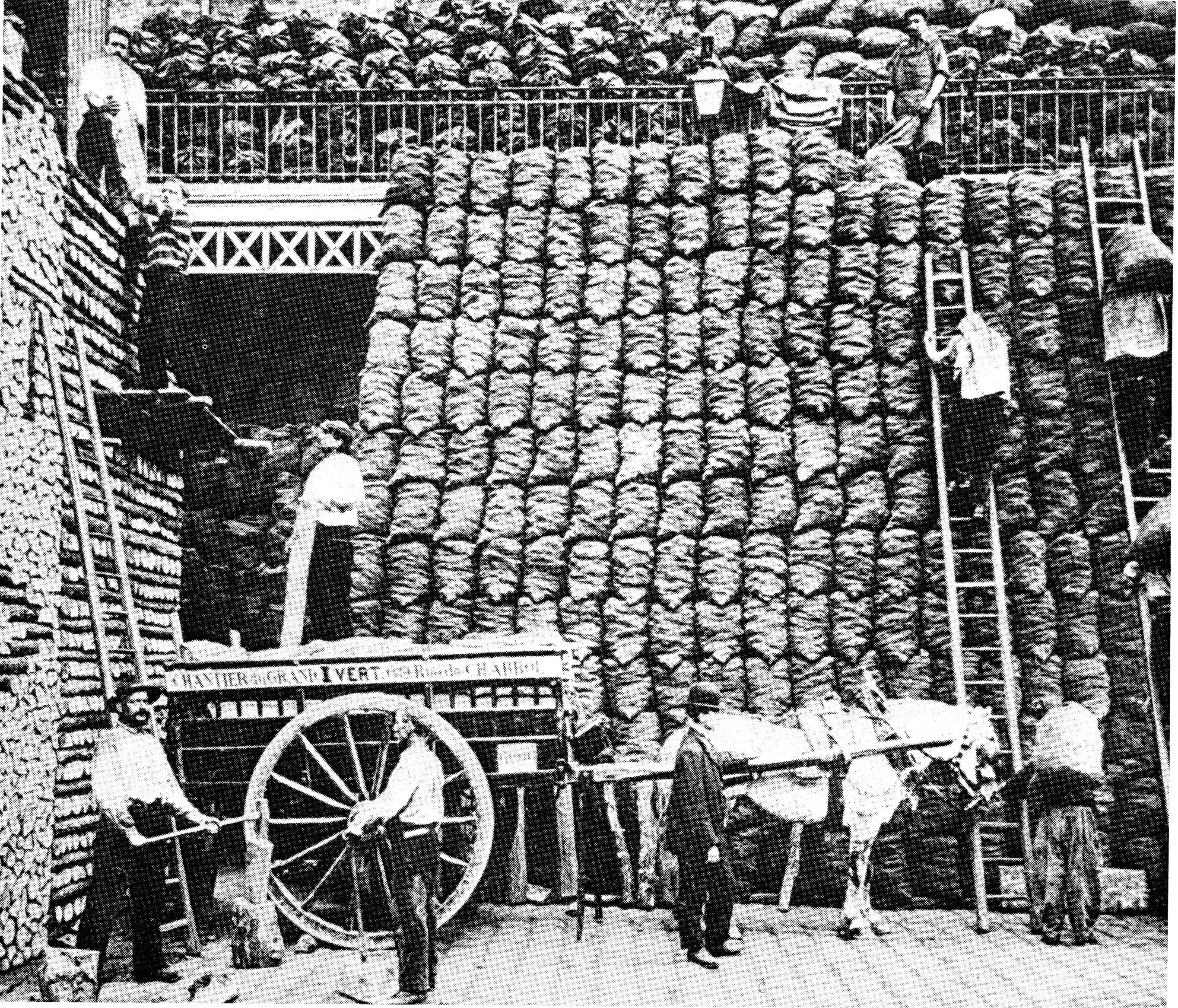
Maison Valtat,
entrepôt au 27-29, rue saint-Ferdinand.

## Bâtiments remarquables et lieux de mémoire
La rue Saint-Ferdinand comporte deux immeubles remarquables pour leur intérêt culturel, architectural et historique.

### Collège André-Malraux
Accolé à l'église, au 5 bis, rue Saint-Ferdinand se trouve le collège André-Malraux.

### Hôtel particulier Napoléon III
Ce magnifique hôtel particulier, situé au 25, rue Saint-Ferdinand, a été construit en 1863 par l'architecte Charles Blanc (orné de sculptures réalisées par Maader). Le corps d'habitation est complété par un bâtiment de communs situé juste derrière, organisé autour d'une petite cour vitrée en U, desservie comme le petit jardin attenant par une allée longeant l'hôtel à droite. L'hôtel a conservé son décor intérieur d'origine et est remarquablement complet. Il contribue à donner un air de village au quartier Saint-Ferdinand.
La Commission du Vieux Paris, réunie le 5 mai 2011 à l'Hôtel de Ville de Paris, sous la présidence de Danièle Pourlaud, adjointe au maire chargée du Patrimoine, a examiné la demande de protection de cet hôtel particulier. Compte tenu de sa qualité, la Commission du Vieux Paris a proposé que soient protégés au titre du PLU l'hôtel particulier et ses communs qui forment, de part et d'autre d'une cour pavée, un ensemble cohérent (BMO du 27 mai 2011).

## Habitants célèbres
Georges Richard (industriel) au no 10.
Philippe Bouvard a eu ses bureaux au no 12.
Au no 21 vivait la mère du résistant Jean Fouqué (1920-1944), chez qui celui-ci se réfugia un temps sous l'Occupation. Le 19 août 1944, lors des combats de la Libération, avec Louis Brelet et Jean Chayet, il est arrêté par des Allemands boulevard Richard-Wallace (Neuilly-sur-Seine), alors que le groupe était allé en side-car à Suresnes chercher des armes. Ils sont fusillés à proximité, dans le jardin de la villa Windsor. Leurs dépouilles sont ensuite transportées dans un garage situé 20 avenue Bugeaud (Paris), aménagé en poste de la Croix-Rouge,,.
Maxime Bonnet, dirigeant d'entreprise qui a habité au n°22.

### Loulou Gasté
Loulou Gasté, célèbre compositeur français, est né au no 8.

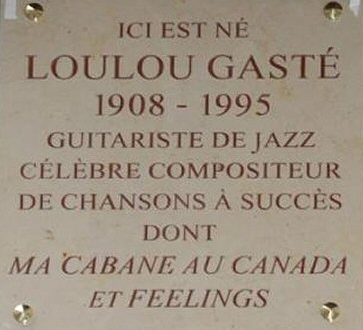
Plaque visible au no 8 de la rue.

### Louis Vierne
Louis Vierne, organiste et compositeur, a habité au no 37, de 1921 jusqu'au jour de sa mort le 2 juin 1937.

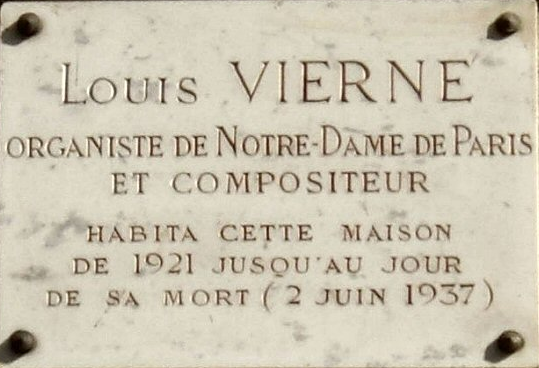
Plaque visible au no 37 de la rue.